# Oratorio di Sant'Anna (Firenze)
L'oratorio di Sant'Anna è un piccolo edificio sacro di Firenze, situato nella frazione di Peretola, all'incrocio tra le vie Pratese, Martucci e Basili.

## Storia e descrizione
L'oratorio venne edificato dalla famiglia degli Spini, proprietari del vicino palagio, verso il XVI secolo. Si trattava di un oratorio al confine dei terreni familiari, che offriva uno spazio di preghiera lungo le vie carraie che conducevano a Prato e Pistoia. Uno stemma della famiglia si vede ancora sul lato esterno destro dell'edificio. Oggi il suo contesto è fortemente stravolto dall'apertura delle strade di raccordo tra lo svincolo dell'Autostrada A11, del viadotto all'Indiano e dell'aeroporto di Peretola, finendo isolato in uno slargo in cui alcune strade moderne convergono con l'estremità della via Pratese e dell'antica via Carraia. 
L'edificio non va confuso con l'oratorio degli Spini, più grande e vicino al palagio familiare, da cui provengono tre pale d'altare (due di Alessandro Allori e una di Santi di Tito) oggi nel Museo Civico di Prato.